# Odontomyia schoutedeni
Odontomyia schoutedeni är en tvåvingeart som först beskrevs av Lindner 1938.  Odontomyia schoutedeni ingår i släktet Odontomyia och familjen vapenflugor.
Artens utbredningsområde är Kongo. Inga underarter finns listade i Catalogue of Life.